# Thor-Christian Ebbesvik
Thor-Christian Ebbesvik, né le 17 décembre 1983 à Bergen, est un pilote automobile norvégien. 

## Biographie

### Formule Fordbritannique
Thor-Christian Ebbesvik a commencé sa carrière en 2005, pilotant pour l'équipe JLR dans le championnat britannique de Formule Ford. Il termine l'année à la 6e place et a également pris part à la fin de la saison de Formule Ford Festival à Brands Hatch, où il échoue à la fin de la course. Il rempile également pour 2006, terminant cette fois à la 4e place au championnat. Il signe quatre podiums au cours de la saison, dont une victoire à Thruxton. Comme la saison dernière, il prend le départ du Formule Ford Festival, cette fois en compétition dans la classe Duratec, mais il est contraint une nouvelle fois à l'abandon. 

### Formule 3 espagnole
En 2007, Ebbesvik change de promotion et se dirige vers la Formule 3 espagnole, signant chez West-Tec. Pour sa première année, il est en concurrence pour la Copa F300, la coupe inférieure du championnat. utilisant un ancien châssis Dallara F300. À la fin de la saison, il termine 1er, à égalité de points (118 points) et de victoires (7 pour chacun) avec le pilote péruvien Juan Manuel Polar, mais a pris le titre en vertu de nombre de deuxième place (6 pour Ebbesvik et 3 pour Polar). Au classement général du championnat, il termine sa saison d'apprentissage en 16e position. 
En 2008, il reste avec l'écurie West-Tec, toujours en F3 espagnole. À l'issue des deux premières courses de la saison, il court en Copa F306, avant de passer à la classe principale. En août 2008, Ebbesvik remporte la course de Valence, sur le circuit urbain, course de support pour le week-end du Grand Prix d'Europe de Formule 1 2008. Il remporte également une autre course, à Jerez, et termine le championnat à la 10e place. 
En 2009, nouvelle saison et nouveau nom, nommé dorénavant European F3 Open, courant toujours chez West-Tec. Cette fois, il dispute toute la saison en classe A, la classe principale. Avec, actuellement, une victoire à Donington Park et un meilleur tour à Jerez, il se place en 4e position. Saison en cours.

### GP2 Series
En septembre 2007, Ebbesvik est devenu le premier Norvégien à conduire une Dallara de GP2, où il a fait des tests pour Racing Engineering sur le circuit de Jerez. Puis, fin 2008, il a de nouveau pris part aux tests GP2, pilotant pour Racing Engineering, Trust Team Arden et Fisichella Motor Sport, au Paul Ricard et à Jerez.